# بخش سرین
بخش سرین (فرانسوی: District de la Sarine‎) یکی از بخش‌های هفت‌گانه کانتون فریبورگ واقع در کشور سوئیس است. این بخش دارای یک اکثریت فرانسوی زبان و یک اقلیت آلمانی زبان است. نام این بخش از رود سرین که از این بخش می‌گذرد، گرفته شده است. جمعیت بخش سرین در پایان سال ۲۰۲۰ بالغ بر ۱۰۷۱۵۸ نفر بوده است.